# جژگووو
جژگووو (به لهستانی:  Dzierzgowo) یک روستا در لهستان است که در گمینا جژگووو واقع شده‌است. جژگووو ۶۶۰ نفر جمعیت دارد.